# Garissa
Garissa est le chef-lieu du comté de Garissa et était aussi celui de l'ancienne province nord-orientale au Kenya. Sa population, dont la majorité est Somali, était estimée en 1999 à 65 881 habitants.
La ville est située en bordure du fleuve Tana et possède un aérodrome.
L'université de Garissa, fondée en 2011, a subi l'attaque d'hommes armés le 2 avril 2015, faisant au moins 147 morts. L'attaque a été revendiquée par le groupe terroriste somalien Al-Shabbaab.

## Histoire
Le 2 avril 2015, des éléments du groupe islamiste somalien Al-Shabbaab attaquent l'université de Garissa. Un bilan provisoire fait état d'au moins 147 morts. C'est l'une des pires attaques du mouvement djihadiste.

## Religion
Garissa est le siège d'un évêché catholique.

## Personnalités liées
- Asha Ismail, née en 1968 à Garissa, militante contre les mutilations génitales, présidente d'association[5].